# Чёрный Красавчик
«Чёрный Краса́вчик» (англ. Black Beauty) — единственное литературное произведение британской писательницы Анны Сьюэлл, написанное ею в 1871—1877 годах и опубликованное в том же году издательством Jarrold & Sons, за год до смерти автора. Входит в число книг, признанных классикой детской литературы.

## История
Анна Сьюэлл родилась в Грейт-Ярмуте, графство Норфолк, Великобритания в 1820 году. С раннего детства она была парализована в результате травмы, поэтому могла совершать прогулки только в экипаже. Общение с лошадьми вызвало привязанность к ним, а наблюдения над жестокостью некоторых людей по отношению к животным привели к мысли, что это недопустимо. С юных лет Анна помогала матери — автору религиозных книг для юношества — в её деятельности, поэтому решение о том, что она может написать книгу о лошади было закономерным. Книгу она начала писать лишь в 1870 году и писала её на протяжении семи лет. В последние годы Анна была полностью парализована и текст под её диктовку писала её мать. В 1877 году права на законченную повесть были проданы издательству Jarrold & Sons за 20 фунтов, в конце того же года книга была опубликована. Анна Сьюэлл скончалась 25 апреля 1878 года, через несколько месяцев после того, как её повесть впервые увидела свет. В 1971 году отдельным изданием была опубликована биография Анны Сьюэлл авторства С. Читти (англ. S. Chitty).

## Сюжет
«Чёрный Красавчик» — одно из первых литературных произведений о животных в детской литературе, написанных в виде автобиографии лошади. Сьюэлл удалось затронуть темы, неподвластные времени — мужество, настойчивость, доброту, любовь и уважение, а также правдиво описать жизнь и психологию животного таким образом, что повествование выглядит вполне правдоподобным.
Чёрный Красавчик (в русских переводах также Чёрный Красавец) — кличка коня, от лица которого ведётся повествование. Он рассказывает о своей ферме, о том, как его учили ходить под седлом и каким добрым знатоком лошадей был фермер. Его продают богатым хозяевам, которые кажутся добрыми и любящими, ценящих животное за экстерьер и силу. Он особенно дружен с молодой леди, дочерью хозяина, которая и даёт ему имя за чёрный окрас с белым пятном на лбу. Там он знакомится с пони и ещё двумя лошадьми. Однако хозяин вынужден продать поместье. Лошадей покупают разные люди. Чёрный красавчик попадает к хозяйке, которая не заботится о здоровье животных и думает лишь о красоте её экипажа. Однажды ночью на тёмной дороге по вине седока конь спотыкается и падает, на его ногах остаются шрамы. Несмотря на то, что все ещё красив, его ценность падает и коня продают. Чёрный Красавчик вынужден дни напролёт таскать тяжёлый кэб по улицам Лондона. Однако кэбмен — добрый человек с большим сердцем и отлично заботится о коне. Во время своих путешествий он встречает нескольких различных персонажей, о судьбе которых рассказывается в книге. Чёрный красавчик спасает человека, вовремя доставив сообщение врачу в город и переживает пожар в конюшне. Автор также поднимает социальную тему, которая посвящена нелёгкому труду кэбменов. В итоге Чёрному Красавчику улыбается удача. Его первая хозяйка, давшая ему имя, нашла его, и он проводит остаток дней на ферме.

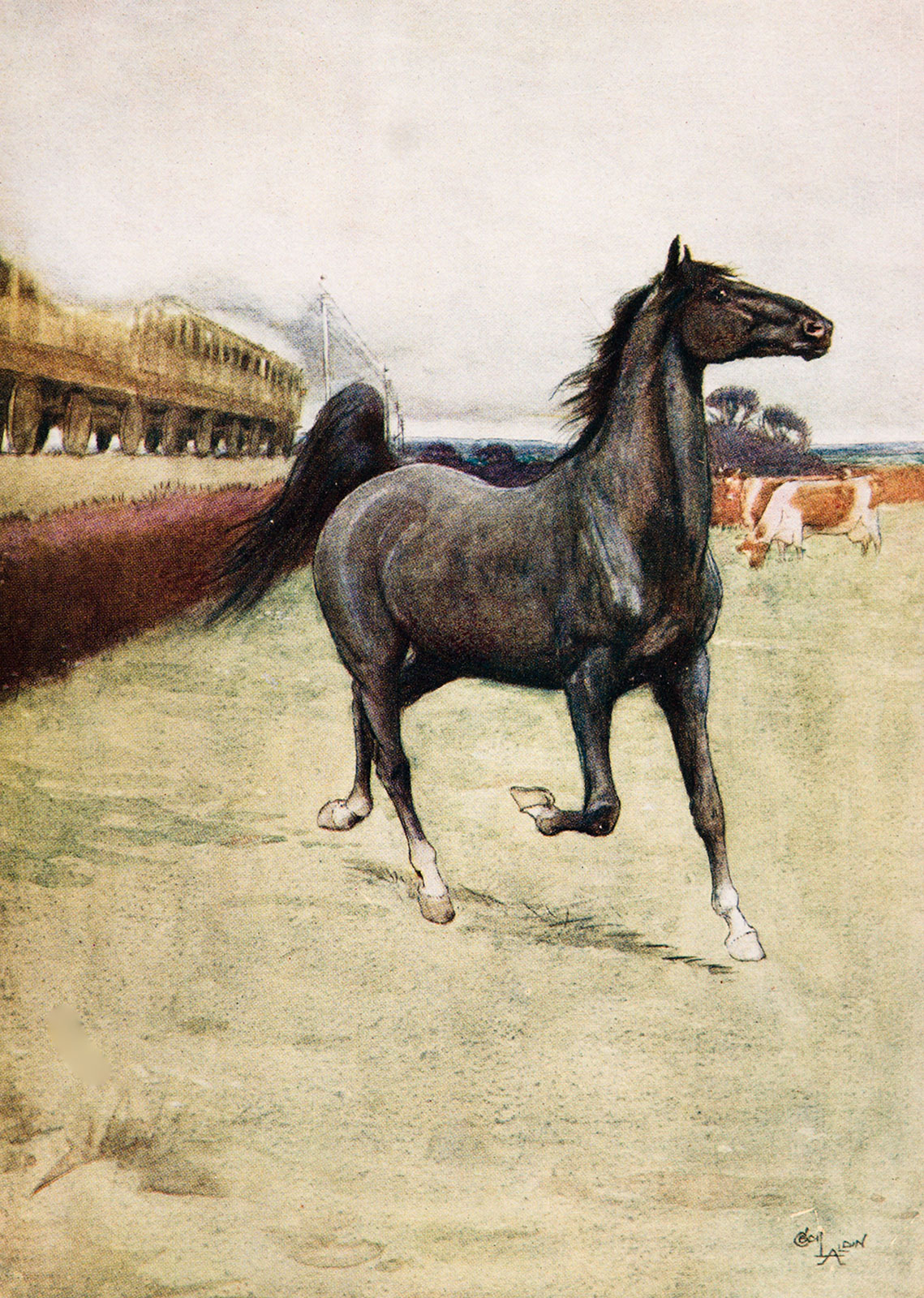
Чёрный Красавчик — иллюстрация из издания 1916 года, художник Сесил Олдин

## Критика
С первого издания книга была с восторгом принята читательской аудиторией. Последовало несколько переизданий в Англии, почти сразу книга вышла также в США, после чего была переведена на многие языки, включая русский. За прошедшие с момента первого издания полтора века продажи книги превысили 50 миллионов экземпляров. Согласно исследованиям телекомпании BBC, повесть входит в сотню самых любимых британцами литературных произведений (№ 58).
Несмотря на то, что книга относится к детской литературе, автор затрагивает и социальную тему, показав тяжесть и несправедливость отношения людей к лошадям в викторианской Англии и тяжёлые условия труда кэбменов. Результатом публикации книги стали изменения в законодательство не только Великобритании, но и США, а также других стран, которые были направлены на более гуманное отношение к животным.
Лауреат Пулитцеровской премии Джейн Смайли назвала книгу «детской классикой и манифестом о правах животных», так как впервые в викторианской литературе жизнеописание было сделано от лица лошади, и она «помогла людям по-новому взглянуть на них».
Книга «Чёрный Красавчик» считается классикой англоязычной детской литературы, долгое время она находилась в десятке самых продаваемых детских книг в мире.
Еженедельное британское издание Tes (ранее приложение Times Educational Supplement) включает книгу в список 100 лучших художественных книг, которые должны читать дети начальной школы.
Крупнейший в мире обозреватель книг, аннотаций и обзоров Goodreads включил книгу и её автора в список «вневременных классических романов», которые, написав всего один роман, стали «создателями самых запоминающихся литературных персонажей».
Авторы исследований романа Люсинда Янсон (англ. Lucinda Janson) и Пертиви, Венинг Путри (Pertiwi, Wening Putri) считают, что роман Сьюэлл не потерял актуальности и заслуживает того, чтобы «его считали значительным вкладом в дебаты девятнадцатого века о благополучии животных».
Один из экземпляров книги 1900 года издания хранится в Библиотеке Конгресса США. Британская библиотека называет книгу «классикой детской литературы», открытая виртуальная библиотека (англ. Open Library) — «одним из самых успешных рассказов о животных». Книгу настоятельно рекомендует к прочтению «Общество исторических романов» (англ. Historical Novel Society), в 2021 году она включена в рекомендательный список для школьного чтения.
Одна из самых читаемых и авторитетных газет Индии — ежедневная газета на английском языке «Хинду» отмечает, что «с годами книга стала классической историей для детей и бестселлером».

## Переводы на русский язык
Книга многократно переводилась на русский язык различными переводчиками и публиковалась различными издательствами. Ниже приведены данные по первым изданиям различных переводов (без учёта переизданий):
- (Автор на обложке не указан). Чёрный красавец. Автобиография лошади. Повесть для юношества / Перевод С. Гулишамбаровой. — Санкт-Петербург: О. Н. Попова, 1901. — 224 с.
- Анна Сюэль. Чёрный Красавец. История лошади, рассказанная ею самою / Перевод Е. Б. — Москва: Типография издательства Сытина, 1901. — 238 с.
- Анна Сьюэлл. Чёрный Красавчик / Перевод Ирины Дорониной, Мириам Салганик. — Москва: Гея, 1993. — 203 с. — 100 000 экз. — ISBN 5-85589-006-6.
- Анна Сьюэлл. Приключения Чёрного Красавчика. Биография лошади, рассказанная ею самой / Перевод А. Ананьина, А. Обрезкова. — Москва: Прогресс, Юниор, 1993. — ISBN 5-01-004383-1.
- Анна Сьюэлл. Чёрный Красавчик / Переводчик не указан. — ПТФ «Ореол», Политехника, 1993. — ISBN 5-7325-0299-8.
- Анна Сьюэлл. Приключения Чёрного Красавчика (антология) / Перевод Е. Богдановой. — Минск: Харугва, 1994. — С. 4—160. — 50 000 экз. — ISBN 5-87884-142-8.
- Анна Сьюэлл. Чёрный Красавчик / Перевод А. Иванова, А. Устиновой. — Москва: Глобулус, Энас-книга, 2002. — 251 с. — 3000 экз. — ISBN 5-94851-018-2.
- Анна Сьюэлл. Чёрный Красавец / Перевод Ксении Фёдоровой. — Москва: Рыбин, 2005. — 233 с. — ISBN 5-9639-0029-8.
- Анна Сьюэлл. Чёрный Красавчик (в антологии «Любимая книжка девочек») / Пересказ Л. Салтыковой, Л. Сидоровой, М. Михайлова. — Москва: АСТ, 2013. — 379 с. — ISBN 978-5-17-081960-7.
- Анна Сьюэлл. Чёрный Красавчик / Перевод Е. С. Дунаевской. — Москва: Издательский Дом Мещерякова, 2017. — 205 с. — 5050 экз. — ISBN 978-5-00108-11-3.

## Экранизации
Книга была многократно экранизирована:
- Black Beauty (1912) — немой короткометражный.
- Your Obedient Servant (1917) — немой короткометражный, режиссёр Эдвард Гриффит.
- Black Beauty (1921) — немой, режиссёр Дэвид Смит.
- Black Beauty (1933) — режиссёр Фил Розен.
- Black Beauty (1946) — режиссёр Макс Носсек.
- Courage of Black Beauty (1957) — режиссёр Гарольд Шустер.
- Black Beauty (1971) — режиссёр Джеймс Хилл[англ.].
- The Adventures of Black Beauty (1972—1974) — телесериал (52 серии).
- Black Beauty (1978) — мини-сериал.
- Black Beauty (1978) — телефильм режиссёра Дэниела Хэллера.
- Black Beauty (1987) — мультфильм режиссёра Давида Черкасского (в титрах не указан).
- Black Beauty (в российском прокате «Чёрный Красавец», 1994) — режиссёр Кэролайн Томпсон
- Black Beauty (1995) — мультфильм режиссёров Тосиюки Хирума и Такаси
- Black Beauty (в российском прокате «Чёрная Красавица», 2020) — режиссёр Эшли Эйвис, вышедшая на стриминговом сервисе Disney +[21] [22].